# Sainte-Clotilde-de-Châteauguay (Quebec)
Sainte-Clotilde-de-Châteauguay é uma municipalidade no Condado dos Jardins de Napierville em Quebec, Canadá, região administrativa de Montérégie. 
| Saint-Urbain-Premier | Norte: Saint-Rémi              | Saint-Michel                        |
| Oeste:               | Sainte-Clotilde-de-Châteauguay | Leste: Saint-Patrice-de-Sherrington |
| Saint-Chrysostome    | Sul: Hemmingford               |                                     |